# Ховзовка
Ховзовка (укр. Ховзівка) — село,
Вязенский сельский совет,
Путивльский район,
Сумская область,
Украина.
Код КОАТУУ — 5923882307. Население по переписи 2001 года составляло 113 человек.

## Географическое положение
Село Ховзовка находится на правом берегу реки Клевень,
выше по течению на расстоянии в 1,5 км расположено село Вятка,
ниже по течению на расстоянии в 2 км расположено село Роща,
на противоположном берегу — село Нове Життя.

## Религия
В селе Ховзовка были Антониевская и Николаевская церкви. Священнослужители церквей:
- Антониевская церковь
  - 1766 — священник Иван Карпович
- Николаевская церковь
  - 1843 — священник Тихон Евстихиевич Степанишенков
  - 1888 — священник Гавриил Григорович
  - 1898 — священник Георгий Рознатовский